# Liste des accidents ferroviaires en France dans les années 1980
La liste des accidents ferroviaires en France dans les années 1980, est une liste non exhaustive, chronologique.

## 1981
- 19 janvier 1981 - Paris : vers 18h00, collision d'un train du RER A à quai en gare d'Auber vers 18 heures le lundi. Bilan : un mort, soixante-et-onze blessés, dont trois graves. Une modification de la signalisation et la procédure d'information furent mises en cause et un retour à la situation antérieure exigé, sans succès, par les syndicats de la RATP[1].
- 9 février 1981 - Paris : Aux alentours de 16h45, à la gare Saint-Lazare, un train court (un élément) en provenance de Nanterre-Université entre en collision avec une rame à quai. Bilan : une dizaine de blessés. À la suite de cet évènement (très médiatisé par ailleurs), obligation a été donnée d'un arrêt préalable avant accostage pour constituer des rames multiples (UM).
- 20 mars 1981 - Beaune : À 22h05 un train d'hydrocarbure circulant sur la voie 2 est percuté par l'arrière par un mouvement haut-le-pied composé de deux machines diesel. Le conducteur et l'aide conducteur du mouvement haut-le-pied périssent dans l'accident. La BB 67075 est détruite et sera radiée à la suite de l'accident, ce ne sera pas le cas pour la 67203[2].
- 20 juillet 1981 - Marolles : Accident entre une voiture et une locomotive au passage à niveau La BB 15057 a fait plusieurs tonneaux, elle sera radiée quelques mois plus tard.

## 1982
- 15 janvier 1982 - Épinay-sur-Seine : vers 07h30, collision d’une rame de banlieue Saint-Gratien - Paris (en pousse) à 60 km/h environ, avec un camion benne d'enlèvement de déchets industriels, suivi d'une seconde collision par un train croiseur, vide de voyageurs, remorqué par la BB 66278, à la suite de l'engagement du gabarit de la voie voisine. Quatorze personnes sont alors incarcérées dans la deuxième voiture du Saint-Gratien - Paris. Le bilan final est de trois morts, trois blessés graves[3], huit blessés sérieux et une trentaine de personnes plus légèrement atteintes. Toutes les victimes sont des passagers du train ayant initialement percuté le camion. Le conducteur de ce train a eu le temps d'avertir les passagers de la 1re voiture avant le premier choc (cabine de conduite en réversibilité). Le conducteur du camion, d'abord égaré dans la gare de marchandise d'Épinay, a engagé la voie ferrée à la suite de mauvaises conditions de visibilité (nuit, neige…). Il a néanmoins aperçu le train venant sur lui et a pu sauter à temps de son engin. Le matériel en cause, des voitures OCEM « Talbot », déjà ancien, a posé des difficultés aux secours pour les opérations de désincarcération. Le plan rouge, très récemment élaboré à l'époque, a été déclenché par les pompiers de Paris, en coopération avec les pompiers du Val-d'Oise et les SAMU 93 et 95 du fait de la localisation de l'accident en limite de ces départements.
- 29 mars 1982. Attentat à bord du Capitole Paris - Toulouse près de Limoges : une bombe déposée dans la voiture 18 fait cinq morts et vingt-huit blessés.

- 2 juillet 1982 : Rochefort-sur-mer : un train de voyageurs venant de La Rochelle en direction de St-Gervais aborde la courbe d'entrée à 120 km/h au lieu de 60. Les contrôleurs, qui se trouvaient en queue de train, on témoigné qu'à ce moment ils avaient compris que la tête du train avait déjà déraillé. Le conducteur était ivre. En gare, l'agent de sécurité trouve juste le temps de dire aux voyageurs de courir... Une des premières voitures se couche en travers, et racle le quai n°2, emportant les bancs et les bacs à fleurs. La machine s'encastre sous le pilier nord de la verrière, portant un signal lumineux entre les tampons. La majeurs partie de la rame finit en accordéon sur la moitié de la gare. Bilan : un blessé grave et vingt-huit blessés légers. Cet accident fit bizarrement très peu parler de lui : dix secondes dans le JT local, sans images. Un fameux journal basé sur la photo refusera de s'y intéresser ; dialogue au téléphone "Il y a eu des morts ? / Non. / Alors ça ne nous intéresse pas".

## 1983
- 1er mai 1983 : Un ETG Grenoble-Lyon lancé à 130 km/h déraille en gare de Bourgoin-Jallieu (Isère), faisant un mort et trente blessés. Une coulée de boue et une souche d'arbre avaient recouvert les voies en amont de la gare à la suite des intempéries qui avaient touché la région.
- 6 juin 1983 : Deux trains de banlieue rentrent en collision en gare de Saint-Cloud, faisant 135 blessés[4]. Cet accident est l'un des plus importants en nombre de victimes de l'histoire de France.
- 3 aout 1983[5] : près de la gare de Solliès-Pont (Var), un camion surbaissé transportant un bateau se retrouve bloqué durant la nuit sur un passage à niveau et est percuté par deux trains de marchandises circulant dans chaque sens. Malgré les dégâts très importants, il n’occasionna aucun décès et entraîna la fermeture définitive de ce passage à niveau. Une des locomotives (la BB 22279) et plusieurs wagons furent détruits et une autre locomotive (la BB 22259) fut gravement endommagée[6]
- 31 décembre 1983 - Attentat à bord du TGV Marseille - Paris à hauteur de Tain-l'Hermitage : une bombe avait été placée dans le compartiment à bagages à l'entrée de la troisième remorque (1re classe) d'une rame TGV Sud-Est. Le bilan fait état de trois morts et de vingt blessés[7].

## 1985
- 8 juillet 1985 - Saint-Pierre-du-Vauvray (Eure) : collision d’un train Corail Le Havre - Paris avec un camion à un passage à niveau. Le bilan est de dix morts et plus de soixante personnes blessées dont certaines très gravement. Les voitures du train furent éparpillées de manière incroyable (certaines à 90° de la voie), en raison de la configuration du train. Il s’agissait d’un train réversible, c'est-à-dire que la locomotive poussait le train ; celle-ci continua de pousser alors que l’avant du train était déjà entré en collision. Il fut alors généralisé un système d’asservissement de la locomotive qui provoque le freinage d’urgence de la locomotive. Le passage à niveau fut, plusieurs années après le tragique accident, supprimé et remplacé par un passage sous la voie ferrée[8],[9]

- 3 août 1985 - Flaujac-Gare (Lot) : à 15h48 a eu lieu un nez à nez, sur une voie unique, entre l’autorail 7924 Rodez-Brive qui venait d'Assier et le corail 6153 Paris-Capdenac qui venait de Gramat sur la ligne de Brive-la-Gaillarde à Toulouse-Matabiau via Capdenac, sur la commune de Durbans, près de Flaujac-Gare. Le bilan est de 31 morts et 91 blessés[10]. Cet accident illustre le risque lié au non-respect des procédures et de la réglementation applicable aux croisements de trains par des chefs de gare[11].

- 31 août 1985[12] - Argenton-sur-Creuse : déraillement d’un train Corail reliant Paris à Port-Bou en gare, du fait d'une vitesse excessive. En cause : une superposition de signaux, ayant rendu très difficile la compréhension par le conducteur de la signalisation applicable. La vitesse avait été limitée à 40 km/h pour travaux de voie, le convoi est passé à environ 100 km/h, tandis que le freinage d'urgence se déclenchait entraînant un déraillement d'une bonne partie des voitures du train, notamment deux voitures qui engageaient le gabarit de l'autre voie. Au même moment arrivait un train postal Brive-Paris, dans l'autre sens ; la locomotive de ce dernier s'est encastrée dans les deux voitures engageant le gabarit. Quarante-trois morts résultèrent de cet accident. Ces trois accidents survenus au cours de l'été 1985 provoquèrent une émotion considérable dans le pays et une crise grave à la SNCF. Son président André Chadeau fut contraint à la démission.

## 1987
- 24 décembre 1987 - Issy-les-Moulineaux : nez à nez entre deux rames du RER C, à la suite d'un franchissement d'un signal d'arrêt par un des conducteurs. Après enquête un défaut de signalisation serait la cause probable de cet accident. Bilan : un mort et treize blessés[13].

## 1988
- 27 juin 1988 - Paris, gare de Lyon : collision dans la gare souterraine entre un train à quai et un autre roulant à 60 km/h, n'ayant plus de frein. Bilan : cinquante-six morts.

- 6 août 1988 - Paris : collision. Un train de banlieue arriva en freinage, sans que la traction soit coupée, sur le heurtoir en gare de l'Est. Bilan : un mort. Le mécanicien fut condamné à quinze mois de prison avec sursis[14]. À la suite de cet évènement, l'asservissement Traction-Freinage fut généralisé sur les engins non équipés.
- 23 septembre 1988 - Voiron (Isère) : collision du TGV 736 Grenoble - Paris (rame 70) lancé à 105 km/h et d’un convoi exceptionnel transportant un transformateur électrique de 100 tonnes et resté bloqué sur le passage à niveau 74. Le bilan fait état de deux morts (le conducteur du TGV et un voyageur) et de soixante blessés. La motrice 23139 a été détruite[15],[16].
- 7 novembre 1988 - Ay (Marne) : collision entre un train Corail Luxembourg-Paris et une draisine de chantier. Bilan : neuf morts dont quatre cheminots et cinq ouvriers d'une entreprise prestataire, et une douzaine de voyageurs blessés. Le chef de district responsable des travaux, un aiguilleur et un agent ayant validé le programme des travaux furent condamnés.[réf. nécessaire]